# Поярково (Амурская область)
Поя́рково — село в Амурской области России, административный центр Михайловского района и относящегося к нему Поярковского сельского поселения. На территории населённого пункта находится станция Поярково Забайкальской железной дороги.

## География
Расположено в 111 км к юго-востоку от областного центра — города Благовещенска, на левом берегу Поярковской протоки Амура, в устье реки Завитой.

## Топоним
Названо в честь русского землепроходца, якутского воеводы В. Д. Пояркова.

## История
Основано как казачья станица переселенцами с реки Аргуни в 1858 году и было одним из первых поселений района. В станице числились церковь, станичное правление, почтово-телеграфное отделение, одноклассная школа, хлебный магазин и две торговые лавки.

## Население
| 1939  | 1959  | 1970  | 1979  | 1989  | 2002  | 2010  |
| ----- | ----- | ----- | ----- | ----- | ----- | ----- |
| 1904  | ↗5569 | ↗7417 | ↗7532 | ↗8320 | ↘7283 | ↘6952 |
| 2012  | 2013  | 2014  | 2015  | 2016  | 2017  | 2018  |
| ↗6974 | ↗7057 | ↘7023 | ↘6965 | ↗6985 | ↘6950 | ↘6836 |
| 2021  |       |       |       |       |       |       |
| ↘6726 |       |       |       |       |       |       |

## Климат
Климат — резко континентальный с муссонными чертами. В температурном режиме преобладают отрицательные температуры.
| Показатель | Янв.  | Фев.  | Март  | Апр.  | Май  | Июнь | Июль | Авг. | Сен. | Окт. | Нояб. | Дек.  | Год   |
| --- | ----- | ----- | ----- | ----- | ---- | ---- | ---- | ---- | ---- | ---- | ----- | ----- | ----- |
| Абсолютный максимум, °C | −2,9  | 10,2  | 19,3  | 29,1  | 34,0 | 38,5 | 38,9 | 37,2 | 32,0 | 27,4 | 13,8  | 2,2   | 38,9  |
| Средний суточный максимум, °C | −19,2 | −13   | −2,9  | 9,7   | 18,7 | 24,4 | 26,7 | 24,6 | 18,5 | 8,6  | −5,8  | −17,1 | 6,1   |
| Средняя температура, °C | −25,5 | −20,2 | −9,5  | 3,7   | 12,1 | 18,3 | 21,2 | 19,1 | 12,2 | 2,4  | −11,6 | −23   | −0,1  |
| Средний суточный минимум, °C | −31,7 | −27,9 | −17,5 | −3,2  | 4,6  | 11,5 | 15,4 | 13,5 | 5,8  | −4,1 | −17,9 | −28,9 | −6,8  |
| Абсолютный минимум, °C | −46,1 | −45   | −37,8 | −22,2 | −5,1 | −1   | 5,0  | 1,9  | −6   | −20  | −37,2 | −45   | −46,1 |
| Норма осадков, мм | 11    | 13    | 18    | 38    | 51   | 96   | 128  | 116  | 103  | 23   | 26    | 22    | 644   |
| Источник: Поярково, Российская федерация. Архив климатических данных. Дата обращения: 4 июня 2012. Архивировано 13 сентября 2012 года. |       |       |       |       |      |      |      |      |      |      |       |       |       |

## Известные уроженцы, жители
- Бывший губернатор Хабаровского края Сергей Иванович Фургал (род. 1970).
- Андреева, Ирина Александровна (род. 1958) — советский и российский библиотечный деятель и специалист в области организации и управления библиотечным делом, магистр государственного управления, заслуженный работник культуры РФ (2003).